# Absolute ouderdom
Absolute ouderdom of numerieke ouderdom is een waarde voor ouderdom die bestaat uit een numerieke waarde; dat wil zeggen een getal. Absolute datering is het vaststellen van de absolute ouderdom van een voorwerp. De absolute ouderdom van een voorwerp staat in tegenstelling tot de relatieve ouderdom - dat is de ouderdom ten opzichte van andere voorwerpen.
De ouderdom van menselijke artefacten of resten, fossielen, mineralen of aardlagen kan op verschillende manieren worden gemeten. Het meest gebeurt dit door radiometrische datering, waarbij men de verhouding tussen stabiele en radio-actieve isotopen meet. Vanwege de constante snelheid van radioactief verval is die verhouding evenredig met de ouderdom. Hoe ouder het object, des te minder radio-actieve isotopen het bevat. Enkele andere methoden zijn:
- Door het tellen van varven, seizoensgebonden sedimentlagen.
- Door het meten van thermische straling uit het object, de zogenaamde thermoluminescentie.
- Door het tellen en vergelijken van boomringen in fossiele boomstronken (dendrochronologie).

Sommige wetenschappers ontraden de term "absolute ouderdom", omdat deze misleidend kan zijn. Absolute ouderdommen zijn namelijk bijna nooit precieze waardes, maar hebben een bepaalde foutmarge. Vaak geven verschillende methodes een andere absolute ouderdom van een object. Het verschil valt normaal gesproken binnen de foutmarge van de metingen.
Aan het begin van de 20e eeuw opperde de natuurkundige Ernest Rutherford als eerste de mogelijkheid om gesteente en aardlagen met radiometrie absoluut te dateren. Een pionier op dit gebied was de Britse geoloog Arthur Holmes, die de eerste geologische tijdschaal met absolute ouderdommen publiceerde.